# 刘国永
刘国永（？—），男，汉族，中华人民共和国政治人物。现任国家体育总局党组成员，中国奥林匹克委员会副主席。曾任国家体育总局副局长，至2025年卸任。